# Last Desire
Last Desire är ett album av Mastercastle som gavs ut 2010. 

## Låtlista
1. "Event Horizon" - 04:08
2. "Misr" - 04:55
3. "RaWild Spell" - 05:01
4. "Last Desire" - 03:59
5. "Away" - 04:07
6. "Space Trip" - 04:53
7. "Jade Star" - 04:40
8. "Great Heaven's Climg" - 05:24
9. "Cat-house" - 04:54
10. "Toxie Radd" - 04:49
11. "La Serenissima" - 03:15
12. "Scarlett" - 04:31

## Medverkande
- Giorgia Gueglio - sång
- Pier Gonella - kompgitarr - sologitarr
- Steve Vawamas - bas
- Alessandro Bissa - trummor